# Египтологический йод
Ꞽ, ꞽ (йод, египтологический йод, I с псили, в Юникоде называется гортанная I) — буква расширенной латиницы, используемая  для транслитерации египетского иероглифа 
| i |

 и угаритской буквы 𐎛.

## Использование

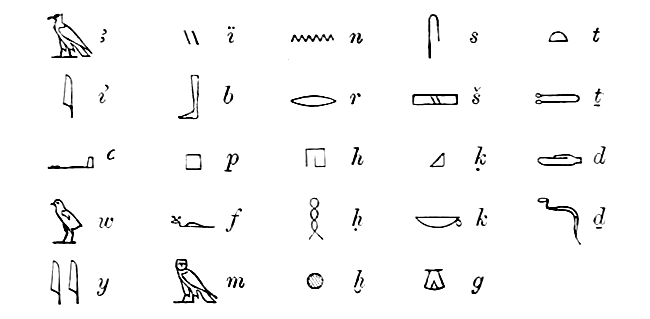
Таблица транслитерации египетских иероглифов в журнале Zeitschrift für ägyptische Sprache und Alterthumskunde, 1889 год.

В египтологии используется для передачи иероглифа 𓇋 (йод), обозначающего звук [j], в частности, в научном журнале Zeitschrift für Ägyptische Sprache und Altertumskunde начиная с 1889 года (заменила ранее использовавшуюся ȧ), у Алана Хендерсона Гардинера (1927).
Для обозначения этого иероглифа может также использоваться буква j.
В транслитерации угаритского письма ꞽ соответствует знаку «𐎛», обозначавшему звук [ʔi]. В конце слога гортанная смычка однако могла как упускаться, так произносится в качестве согласного либо согласного и короткого гласного. Так, слово, обозначвшее «ластоногое», могло быть записано как {mꞽšmn} (/mašamānu/), как {mšmn} (/maš(a)mānu/) или как {mꞻšmn} (/maaš(a)mānu/). В северо-западных семитских языках соответствий не имела.